# Пионерская (станция метро, Москва)
«Пионе́рская» — станция Филёвской линии Московского метрополитена. Расположена на линии между станциями «Филёвский парк» и «Кунцевская».

## История и происхождение названия
Построена в окрестности бывшей деревни Мазилово, в 1960 году вошедшей в городскую черту Москвы. Открыта 13 октября 1961 года в составе участка «Фили» — «Пионерская», после ввода в эксплуатацию которого в Московском метрополитене стало 59 станций. В проекте станция носила название «Мазилово» и в процессе строительства указывалось на схемах метро 1958—1961 годов. При открытии получила название в честь Всесоюзной пионерской организации имени В. И. Ленина.
В 1991 году станцию предлагали переименовать в «Мазилово», но станция сохранила своё действующее название.

## Ремонт
В начале октября 2016 года СМИ сообщали о закрытии станции на 4 месяца для реконструкции вместе с Кутузовской и Багратионовской. Позже в метро опровергли эту информацию.
4 марта 2017 года начат первый этап реконструкции станции, закрыта северная половина платформы для поездов, следующих в сторону «Кунцевской». Чтобы попасть на станцию из центра, необходимо было доехать до «Кунцевской» и вернуться назад на «Пионерскую». В ходе ремонта поэтапно обновили станцию, платформу и инженерные сети. Первый этап реконструкции завершился в конце июня. С 25 июля проводился ремонт западной части платформы по направлению «в центр». Завершить основные работы предполагалось к 30 августа 2017 года, однако, по состоянию на конец ноября 2017 года, работы на станции продолжались. Посадка и высадка пассажиров из последнего вагона, следующего в центр, на этой станции не производилась; посадка и высадка пассажиров, следующих из центра, осуществлялась только из первых двух вагонов. Здание западного вестибюля станции, а также северная половина платформы были полностью разобраны и построены заново. 18 декабря 2017 года западный вестибюль был открыт после реконструкции, а также восстановлена остановка поездов из центра, с посадкой-высадкой только из первых двух вагонов. В тот же день на реконструкцию был закрыт восточный вестибюль. В середине июля 2018 года полностью завершился ремонт обеих платформ станции, а 20 августа 2018 года был открыт после реконструкции восточный вестибюль. Таким образом, полная перестройка станции продлилась 1,5 года и была полностью завершена к концу лета 2018 года.

## Вестибюли и пересадки
На станции два вестибюля в виде лёгких остеклённых павильонов, оба выходят на Мазиловскую и Малую Филёвскую улицы. Лестницы к обоим вестибюлям расположены в середине платформы. В ходе реконструкции, произведённой в 2017 году, количество турникетов в западном вестибюле возросло до 12. В отделке вестибюля использован камень, натуральный и керамогранит.
| - Западный вестибюль после реконструкции |

## Оформление
Колонны на платформе, поддерживающие эстакаду, цоколь вестибюлей и стены лестниц отделаны белым мрамором. Покрытие платформы — асфальт. Светильники расположены на ребристом потолке (ранее были скрыты у основания). Бетонные путевые стены есть только в середине платформы. Архитекторы станции Р. И. Погребной, В. А. Черёмин.

## Станция в цифрах
Пассажиропоток 14 300 чел./сутки (исследование 2005 года). Пикет ПК107+81,33.
- Таблица времени прохождения первого поезда через станцию[6]:

| По чётным числам                   | Будние дни | Выходные дни |
| По нечётным числам                 | Будние дни | Выходные дни |
| В сторону станции «Филёвский парк» | 05:56:00   | 05:56:00     |
| В сторону станции «Филёвский парк» | 05:56:00   | 05:56:00     |
| В сторону станции «Кунцевская»     | 05:48:00   | 05:47:00     |
| В сторону станции «Кунцевская»     | 05:48:00   | 05:47:00     |

## Техническая характеристика
Конструкция станции — наземная с островной платформой. Сооружена по типовому проекту из сборного железобетона.

## Путевое развитие
С момента открытия станции за ней существовал перекрёстный съезд для оборота составов, ликвидированный после продления Филёвской линии до станции «Молодёжная» 31 августа 1965 года. В 2007 году за станцией уложен новый противошёрстный съезд, по сравнению со старым расположенный ближе к платформе, управление стрелками стало осуществляться с блокпоста станции «Кунцевская». Для завершения работ по его подключению 18 и 19 августа участок «Пионерская» — «Крылатское» был закрыт, движение между станциями «Багратионовская» и «Пионерская» осуществлялось одним составом по одному пути, движение от станции «Александровский сад» до станции «Багратионовская» осуществлялось в обычном режиме.
При обычном движении съезд не используется, но его задействование возможно в случае закрытия станции «Кунцевская» при сбоях движения или ремонтных работах, а также при невозможности оборота поездов по расположенной перед ней стрелке. С момента сооружения было всего несколько случаев, когда он использовался в штатном режиме:
- 19, 20 и 21 октября 2007 года с 23:00 до окончания движения на время закрытия участка «Пионерская» — «Крылатское» в связи со строительством коллектора под путями метрополитена в районе станции «Кунцевская», предназначенного для нового участка Арбатско-Покровской линии «Парк Победы» — «Строгино»[9].
- С 2 по 7 января 2008 года в связи с подключением станций «Кунцевская», «Молодёжная» и «Крылатское» к участку Арбатско-Покровской линии «Парк Победы» — «Строгино»[10].
- 15 и 16 августа 2009 года в связи с установкой системы автоматического регулирования скорости поездов (АРС) на участке Арбатско-Покровской линии «Киевская» — «Строгино» и связанной с этим необходимостью полного снятия высокого напряжения на станции «Кунцевская»[11].
- 26 сентября — 3 октября 2020 года в связи с ограничением скорости прибытия и отправления на станции «Кунцевская» для проходки тоннеля Большой кольцевой линии — для части поездов.

| - Противошёрстный съезд за станцией «Пионерская», восстановленный в 2007 году. 2011 год. - Путь в сторону «Кунцевской» |

## Наземный общественный транспорт
На этой станции можно пересесть на следующие маршруты городского пассажирского транспорта:
- Автобусы: 73, 135, 283

## Галерея
| - Станция до реконструкции - Вид станции - Посадочная платформа - Путевая стена до реконструкции - Навес над путями - Станция во время реконструкции - Станция после реконструкции - Новое оформление путевой стены |